# Nika Milliard

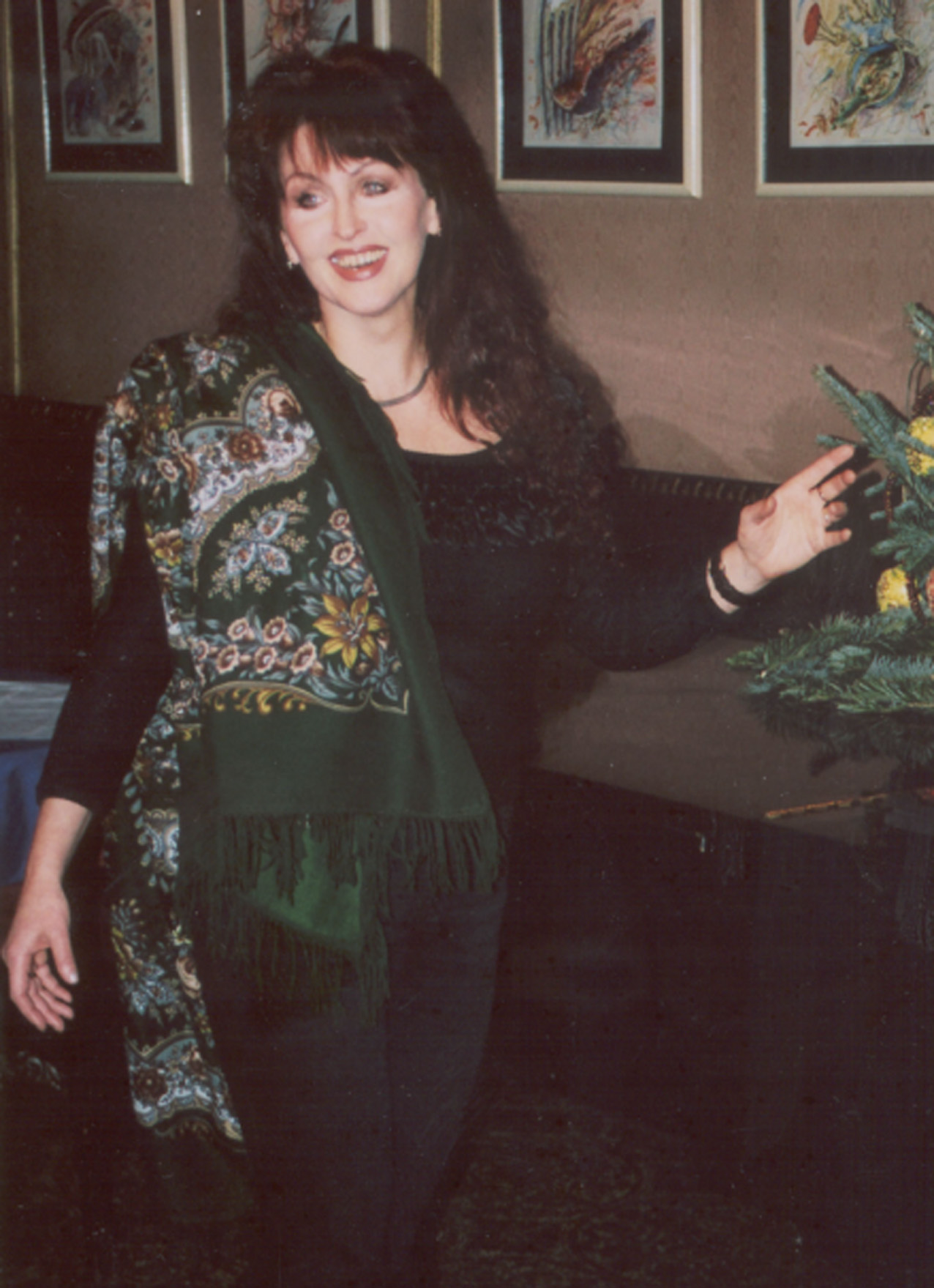

Nika Milliard (* in Leningrad) ist eine russische Opernsängerin in der Stimmlage Sopran.
.
Eine Spezialität der Russin sind neben dem klassischen Repertoire Chansons aus den 30er, 40er und 50er Jahren, die Nika Milliard in ihrer eigenen Steppchoreographie arrangiert hat.
Nika Milliard lebt und arbeitet in Wien.